# Grah-Niol

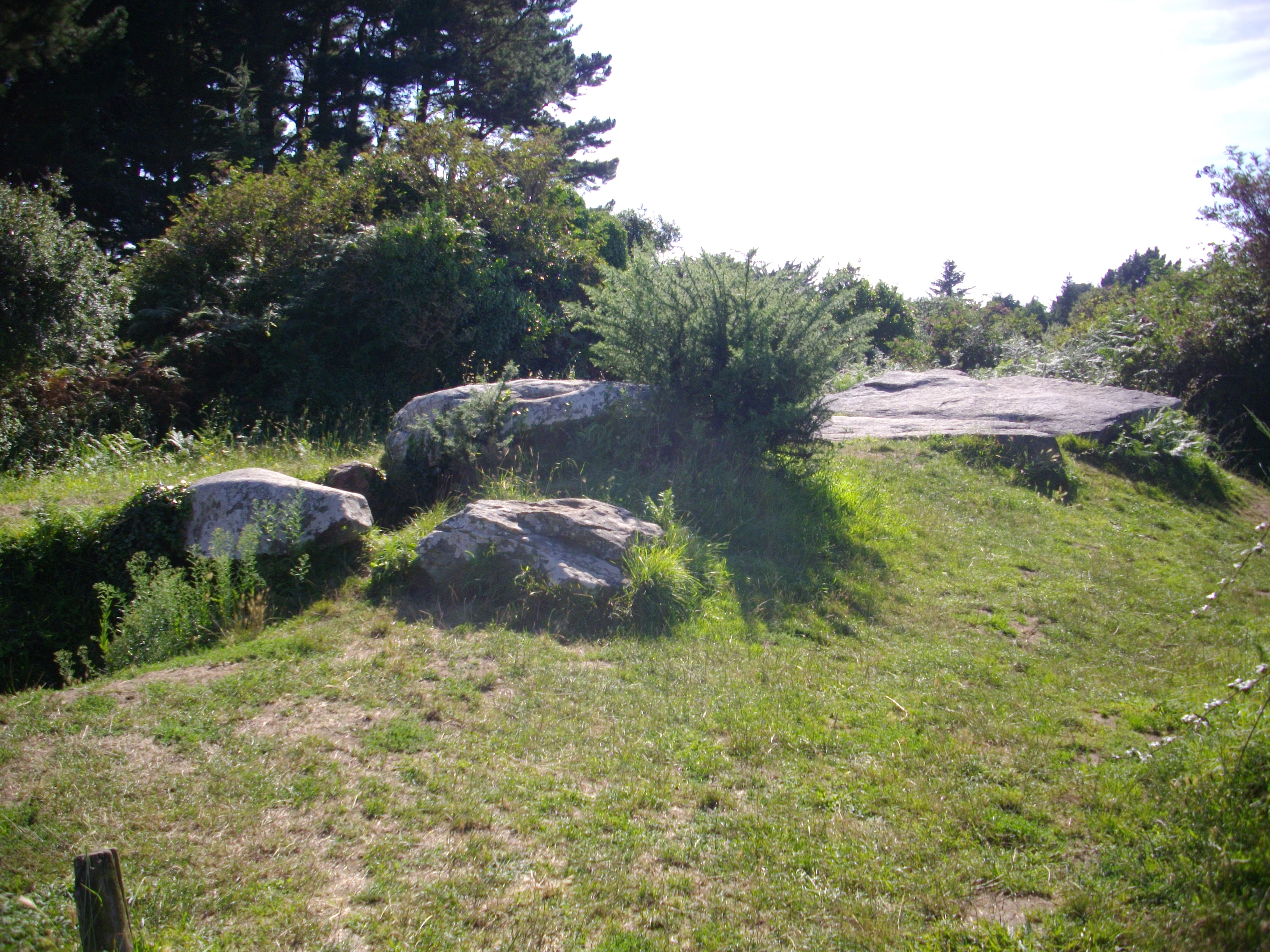
Grah-Niol

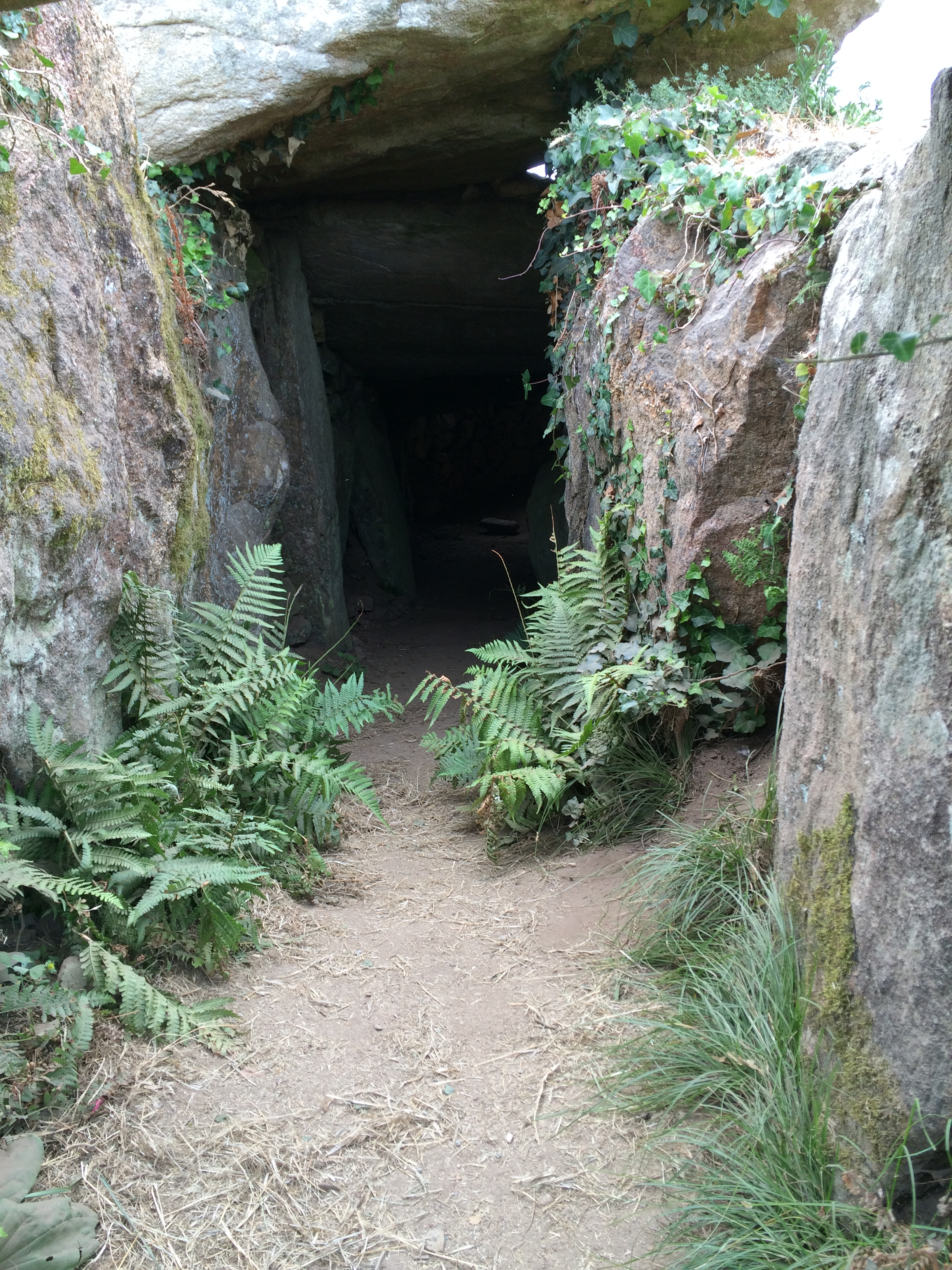
Zugang zum Grah-Niol

Die West-Ost orientierte Allée couverte du Grah-Niol (auch Graniol – deutsch „Sonnenhügel“) liegt nahe der Straße Impasse du Graniol, nördlich von Arzon auf der Rhuys-Halbinsel im Département Morbihan in der Bretagne in Frankreich, in einem ovalen Hügel von etwa 25,0 × 18,0 m.
Es handelt sich um einen der seltenen Dolmen mit einer einzigen Seitenkammer. Der etwa einen Meter breite und 1,5 m hohe Gang und die Hauptkammer haben eine Länge von etwa 12,0 m. Nach etwa zwei Dritteln öffnet nach Süden eine zwei Meter tiefe Seitenkammer. Ungewöhnlich ist auch, dass die Seitenkammer und der benachbarte Bereich der Hauptkammer von einem gemeinsamen Deckstein überdacht werden. Die Anlage wird durch vier (von einst sechs oder sieben) Deckenplatten gedeckt. 15 der Tragsteine sind erhalten. Der Dolmen wurde 1936 im Bereich der Kammern mit Trockenmauerwerk restauriert.
Die auf etwa 3500 v. Chr. datierte Megalithanlage wurde im Jahre 1890 ausgegraben. Sie enthielt die für Dolmen im Département Morbihan üblichen Objekte: Keramik, geschliffene Steinbeile, Callaïsperlen, Feuerstein etc.
Der Dolmen hat viele Felsritzungen, die aber kaum erkennbar sind. Der vierte Orthostat der Nordseite hat Hörner, die einem Boot ähnlich sind. Der siebte auf der Nordseite (gegenüber der Seitenkammer) hat mehrere Kreuze. Der Schlussstein hat eine große Axt. Der Orthostat an der rechten Ecke der Seitenkammer hat ein Idol mit zwei Armen. Vor dem Eingang steht ein Menhir indicateur.
120 Meter nördlich des Dolmens lag im 19. Jahrhundert noch ein Steinkreis von etwa 50,0 m Durchmesser.